# 贡却才培
贡却才培（Kunchok Tsephel Gopey Tsang，1970年—），甘肃甘南藏族自治州玛曲县欧拉乡人，藏族网络作家。
1995年，贡却才培因涉嫌政治活动，被关押2个月。无罪获释后，进入北京中央民族大学学习中文、英文。1997年－1999年，在兰州西北民族大学继续学习英语。2004年，贡却才培担任玛曲县藏文中学英语教师，并在玛曲县畜牧局工作。2005年，与藏族诗人佳卜庆·德卓（Kyabchen Dedrol）共同创办琼迈藏族文学网，并担任网站编辑。
2009年2月26日，贡却才培从家中被逮捕，并被搜查，电脑等物品被带走，随后与外界失去联系。3月18日，美国笔会向中国国家主席胡锦涛发出公开信，根据中国政府签署的公民权利和政治权利国际公约第十九条，要求无条件释放贡却才培。11月12日，甘南州中级人民法院秘密审理此案，以泄露国家机密罪，判处贡却才培有期徒刑15年。
贡却才培和妻子育有一个女儿。

## 引用
1. 1 2  Founder of Tibetan cultural website sentenced to 15 years in closed-door trial in freedom of expression case （页面存档备份，存于），phayul.com，2009年11月17日
2. ↑  Internet writer Kunchok Tsephel Gopey Tsang detained without charges （页面存档备份，存于），IFEX（英语：IFEX），2009年3月17日
3. ↑  PEN Appeal: Kunchok Tsephel （页面存档备份，存于），PEN American Center（英语：PEN American Center），2009年3月18日
4. ↑  唯色：更多藏人将面临黑箱操作的牢狱重灾 （页面存档备份，存于），德国之声，2009年11月18日